# Rutka II
Rutka II (biał. i ros. Рутка 2) – wieś na Białorusi w rejonie nowogródzkim obwodu grodzieńskiego, w sielsowiecie Brolniki.

## Geografia
Miejscowość położona na Wysoczyźnie Nowogródzkiej nad rzeczką Rutą, ok. 11 km na wschód od Nowogródka, między Rutką I na zachodzie a Wołkowiczami na wschodzie. Na północ od Rutki II biegnie droga republikańska R11.

## Historia
W XIX w. dwie wsie i dwa folwarki o nazwie Rutka znajdowały się w powiecie nowogródzkim guberni mińskiej, w gminie Horodeczna.
W okresie międzywojennym wsie Rutka I, Rutka II oraz folwark, kolonia i zaścianek Rutka należały do gminy Horodeczna, w powiecie nowogródzkim województwa nowogródzkiego II Rzeczypospolitej.
Po II wojnie światowej Rutka II znalazła się w granicach Białoruskiej SRR, a od 1991 r. – w niepodległej Białorusi.